# おつかれさまの国
「おつかれさまの国」（おつかれさまのくに）は、2008年12月3日にSPEEDSTAR RECORDSから発売された斉藤和義35作目シングル。

## 解説
前作より3ヶ月振りの新曲。本作は前作「やぁ 無情」に続き、アリナミンCMソングとして2008年4月からオンエアされたが、放映開始直後からレコード会社に2000件を超える問合せが相次いだ。それを受け同年9月17日に着うた配信を開始したところ、1日あたり約12000件のダウンロードがあり急遽CD化が決定。初回生産限定盤はデジパック仕様。オリコン週間チャートは2作連続でTOP15にランクインした。
「おつかれさま」を題材にした本作のミュージック・ビデオには、公式ホームページでの一般公募から選ばれた人々の働く姿、社会の動きを捉えた動画や写真が映される。但しプライバシー保護の観点より、ぼかしやぼやけが入っている部分が見受けられる。斉藤は未出演。
C/Wに2008年8月25日に品川ステラボールにて披露した、過去シングル表題曲のライブバージョンを2曲（初回盤は3曲）収録。
本作は後発のオリジナル・アルバムに収録されず、長らくシングルだけでの発売が続いていたが、リリースから10年後となる2018年7月25日発売のベスト・アルバム『歌うたい25 SINGLES BEST 2008〜2017』に収録された。

## 収録曲
全曲　作詞・作曲・編曲：斉藤和義（特記以外）
1. おつかれさまの国（4:50）[3]
作詞：一倉宏
武田薬品工業「アリナミン」CMソング（ブランド篇）
2. 幸福な朝食 退屈な夕食（Live at 品川ステラボール 2008.8.25）（7:06）[3]
3. I Love Me（Live at 品川ステラボール 2008.8.25）（4:07）[3]
4. ウエディング・ソング（Live at 品川ステラボール 2008.8.25）（4:36）[3]
作詞：一倉宏
※初回生産限定盤のみ収録